# Культура М'янми
Культура М'янми (також Бірми) (бірманською: မြန်မာ့ ယဉ်ကျေးမှု) формувалась на основі буддизиму й під впливом сусідніх держав. Східна культура та колоніальне правління Великої Британії у близькому минулому позначилися на окремих аспектах культури М'янми, а саме: мові та освіті. 

## Мистецтво М'янми

### Архітектура й образотворче мистецтво
Образотворче мистецтво та архітектура М'янми зв'язані з мистецтвом Індії. У X—XIII столітті тут створився свій стиль, близький до мистецтва сусідніх країн — Таї та Кхмеру. Вплив традицій індійського мистецтва бачимо в храмах давнього міста Паган. Провідний архітектурний тип — ступа. Самобутню форму храму-ступи вироблено в X столітті. Це широке дзвоноподібне завершення на квадратно-уступчастій основі (наприклад так званий Вуликовий храм у Пагані). Головним пам'ятником національного бірманського мистецтва є храмовий ансамбль Шві-Дагон у місті Рангуні. Нижня його частина забудована храмами-ступами, великими статуями Будд і фантастичних істот, у виконанні яких є дещо спільне з мистецтвом Південного Китаю (багатоярусні ажурні пірамідальні дахи, примхливі орнаменти). Проте обличчя відтворюють цілком місцевий етнічний тип, а декоративна дерев'яна різьба позбавлена химерності. Коні, люди, візки невимушено розташовані на фоні рослинного орнаменту, вони цілком реалістичні. Завершує ансамбль колосальна ступа головного храму, що формою нагадує дзвін; красиво перерізаний посередині, він закінчується шпилем. Мистецтво Бірми було підпорядковане пропаганді ідей буддизму.

Сучасні художники М'янми звертаються до зображення навколишнього життя, до народних тем (художник Маун Тун Тін та інші). Зберігаються і розвиваються традиції прикладного мистецтва, пам'ятники давнини дбайливо реставруються.

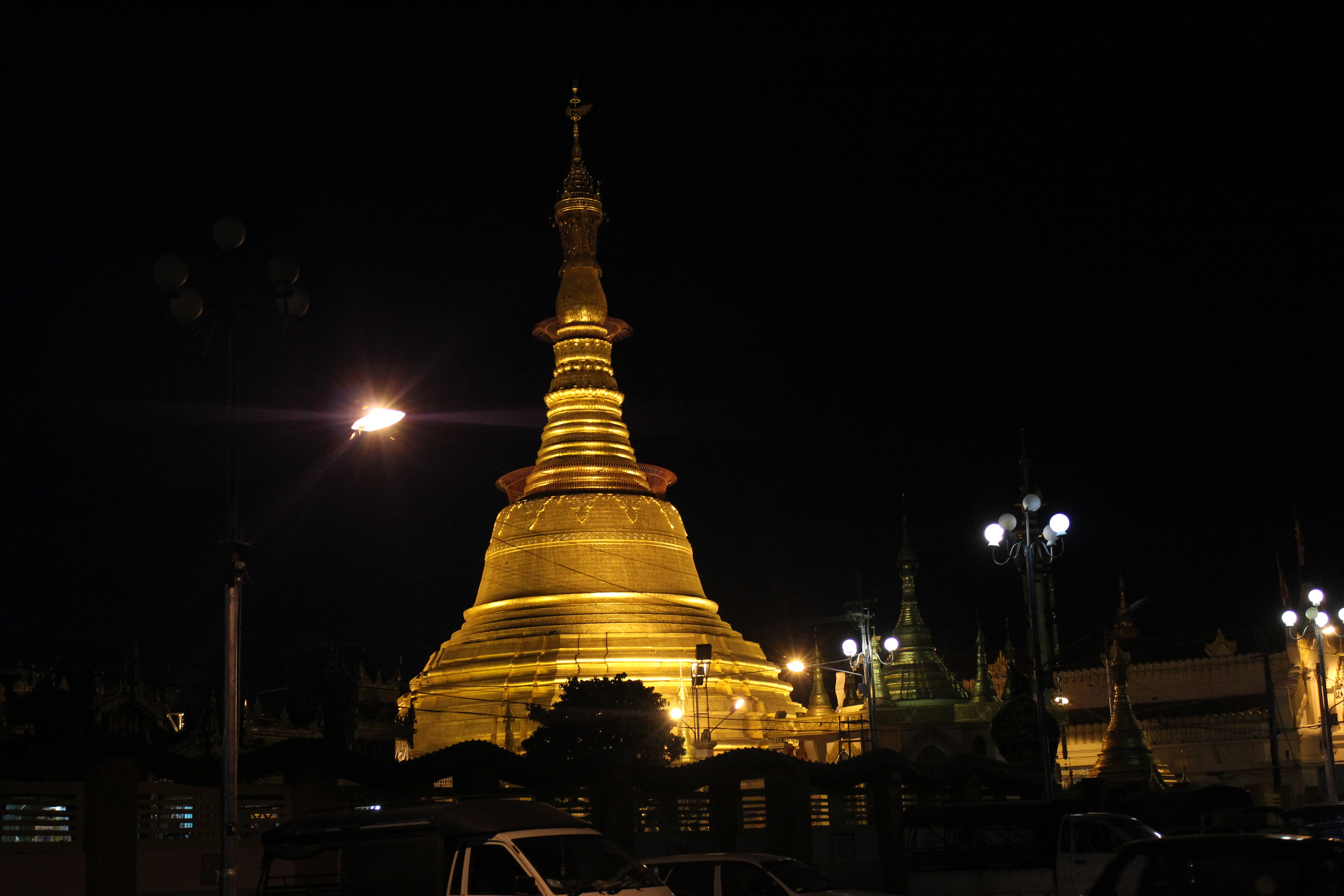
Пагода Ботатаунг
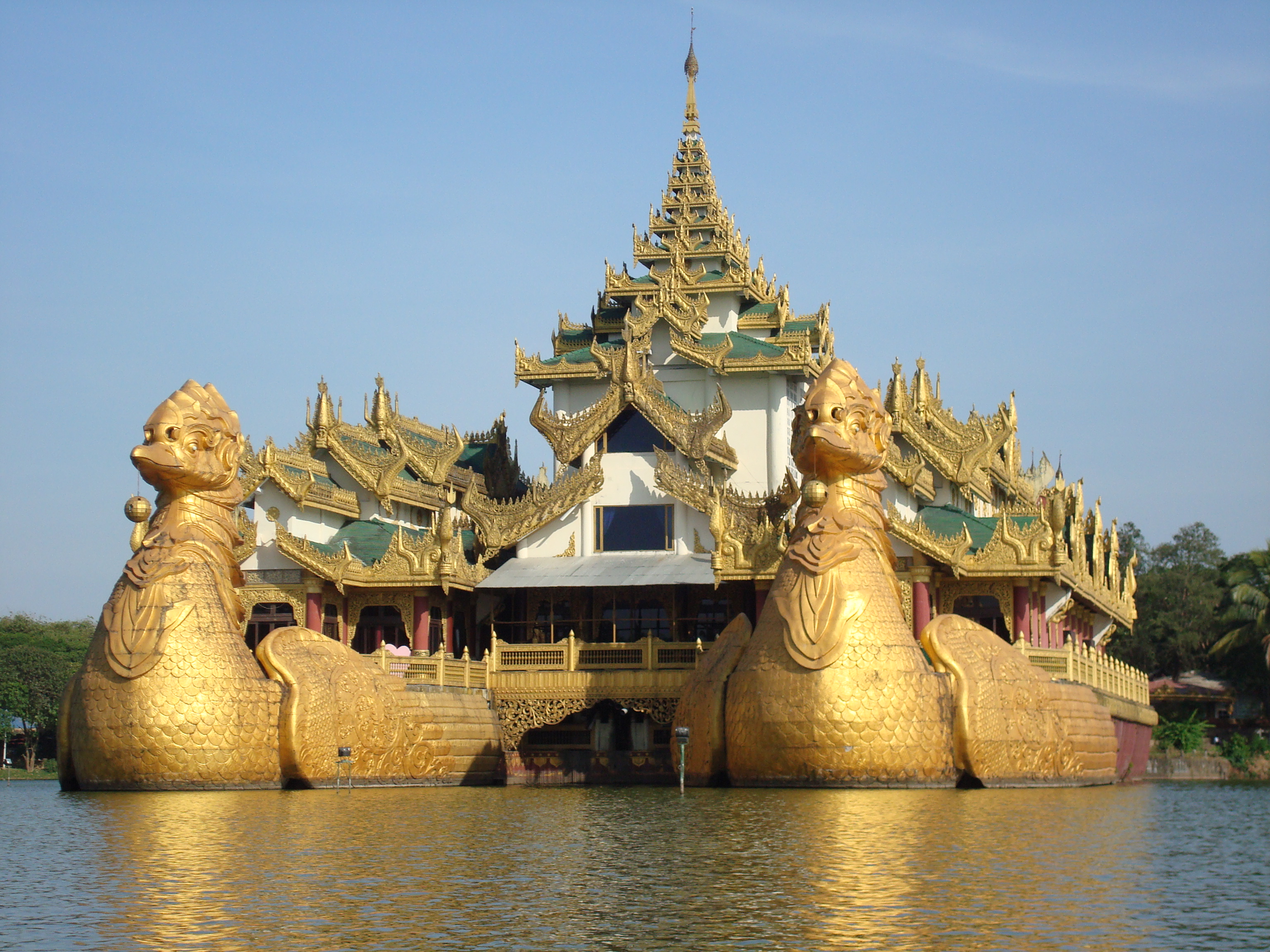
Ресторан на озері Кандавгуй
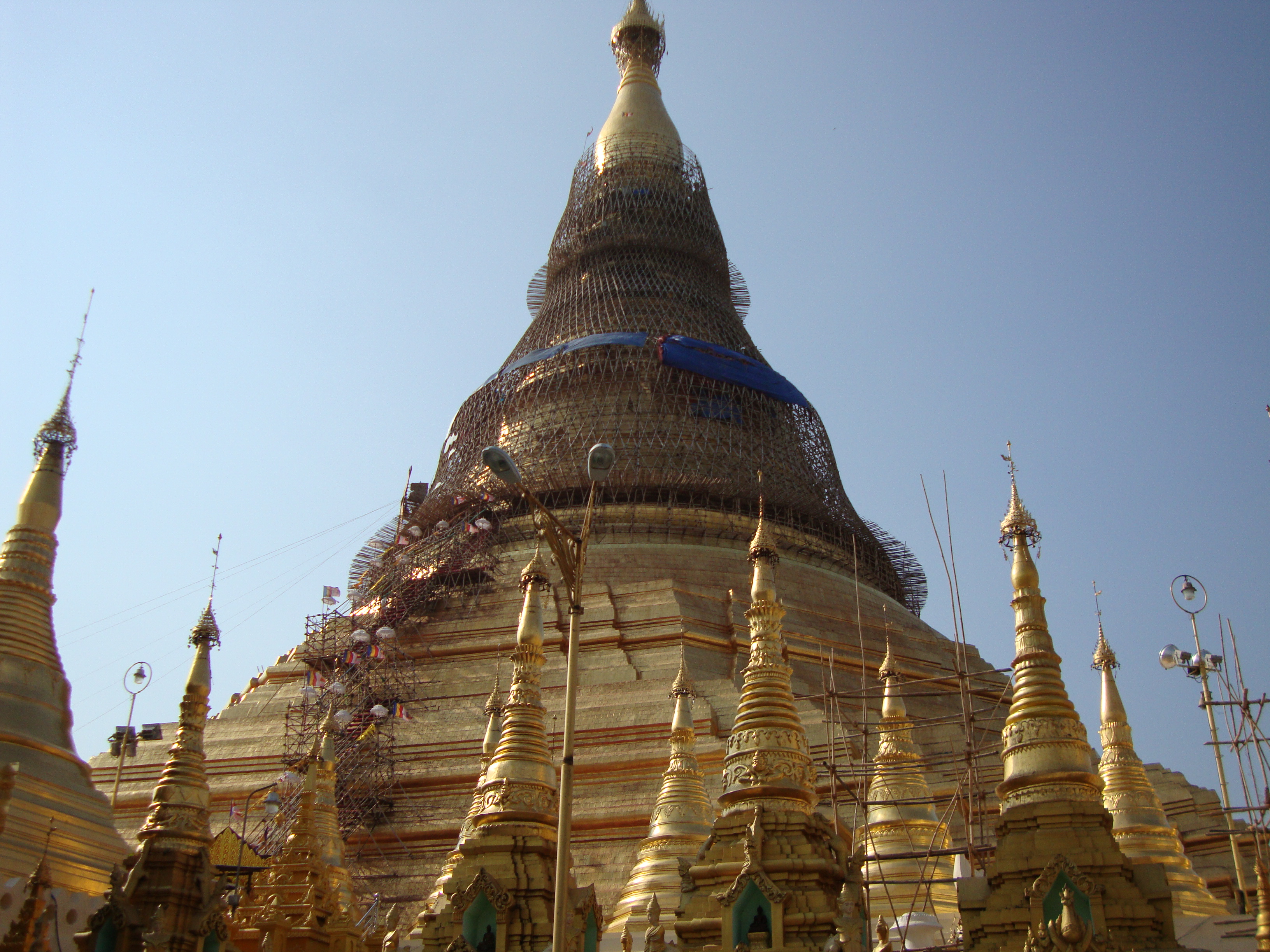
Пагода Шві-Дагон у Янгоні
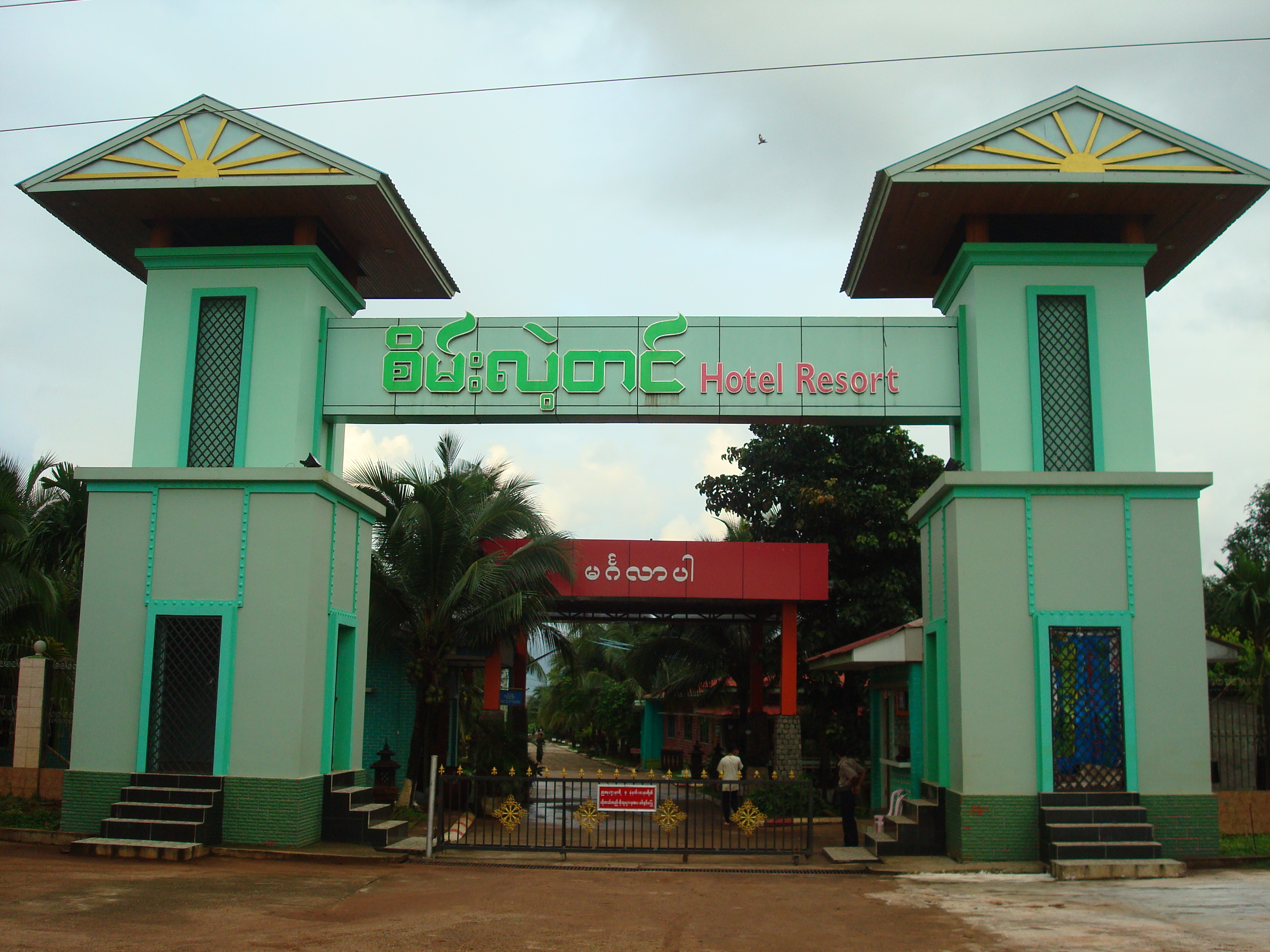
Вхід у готель Sein Lae Tin
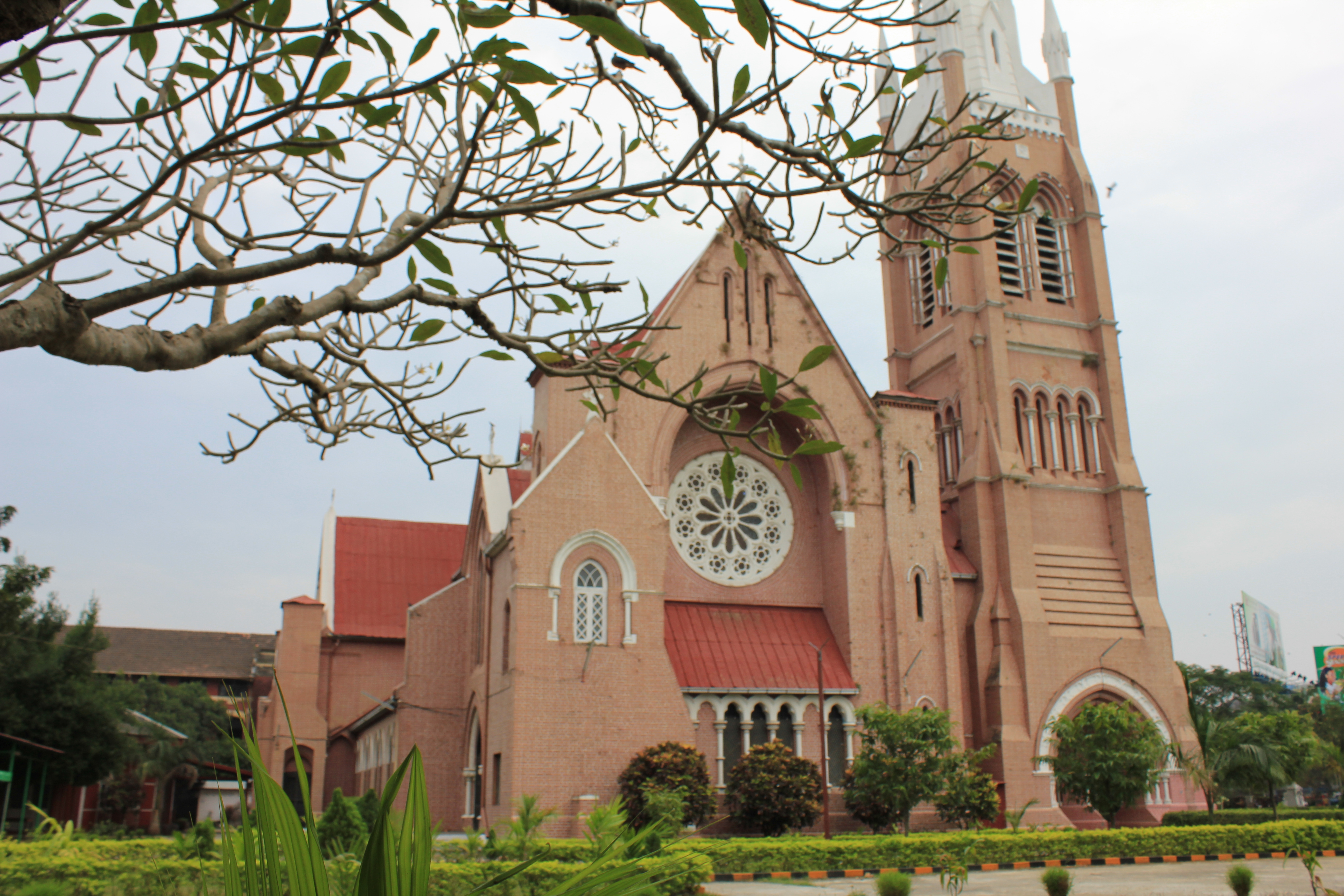
Кафедральний собор, Янгон

### Танці

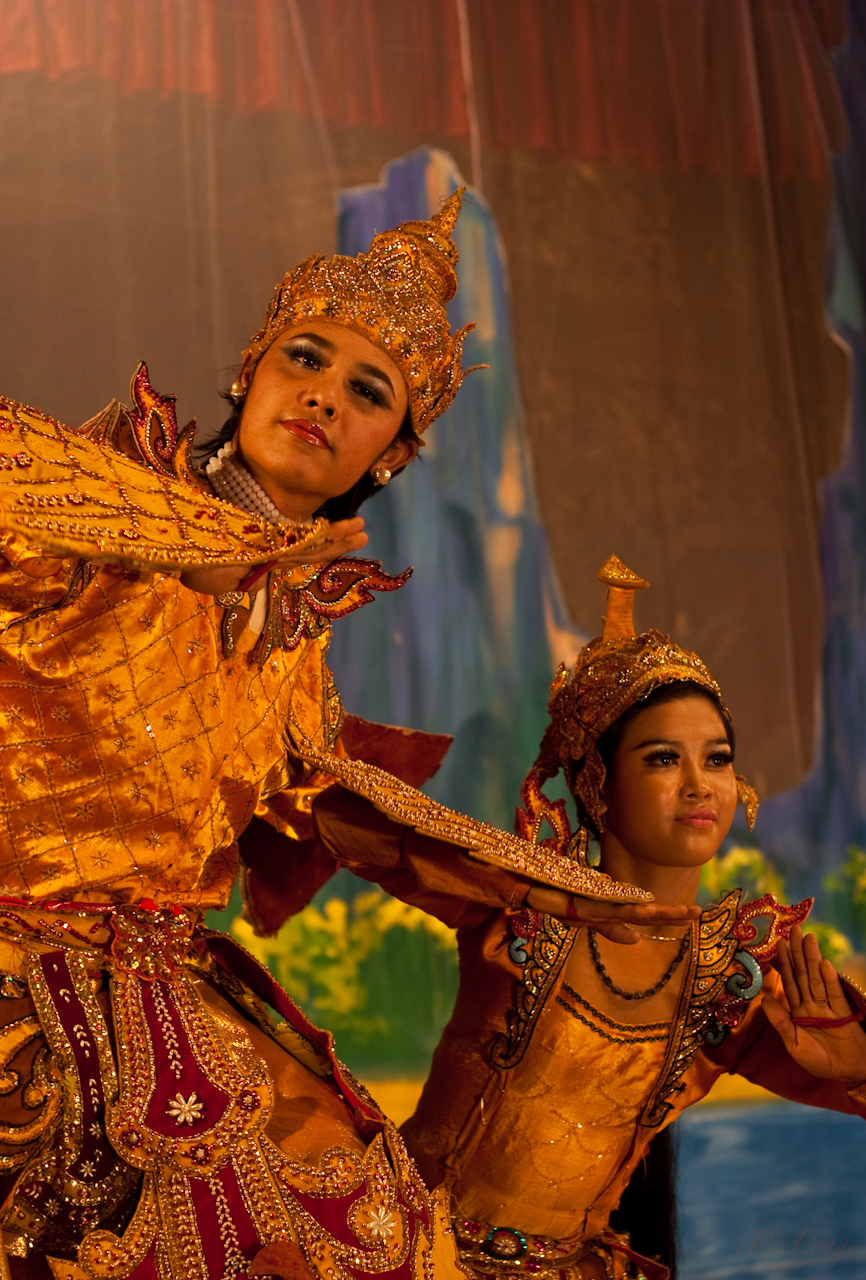
Театралізована вистава традиційного танцю Мон

### Баскетбол

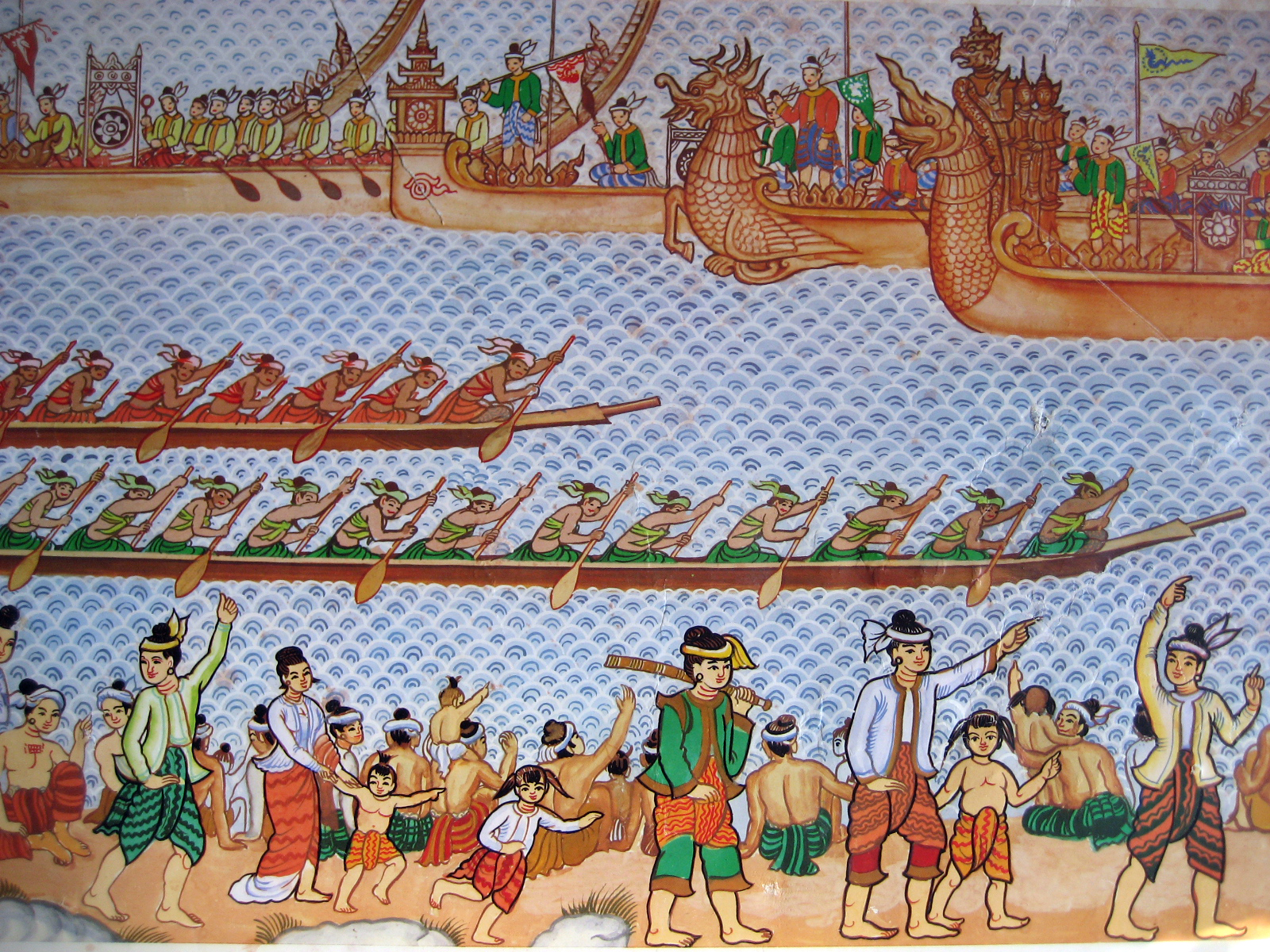
Бірманська регата
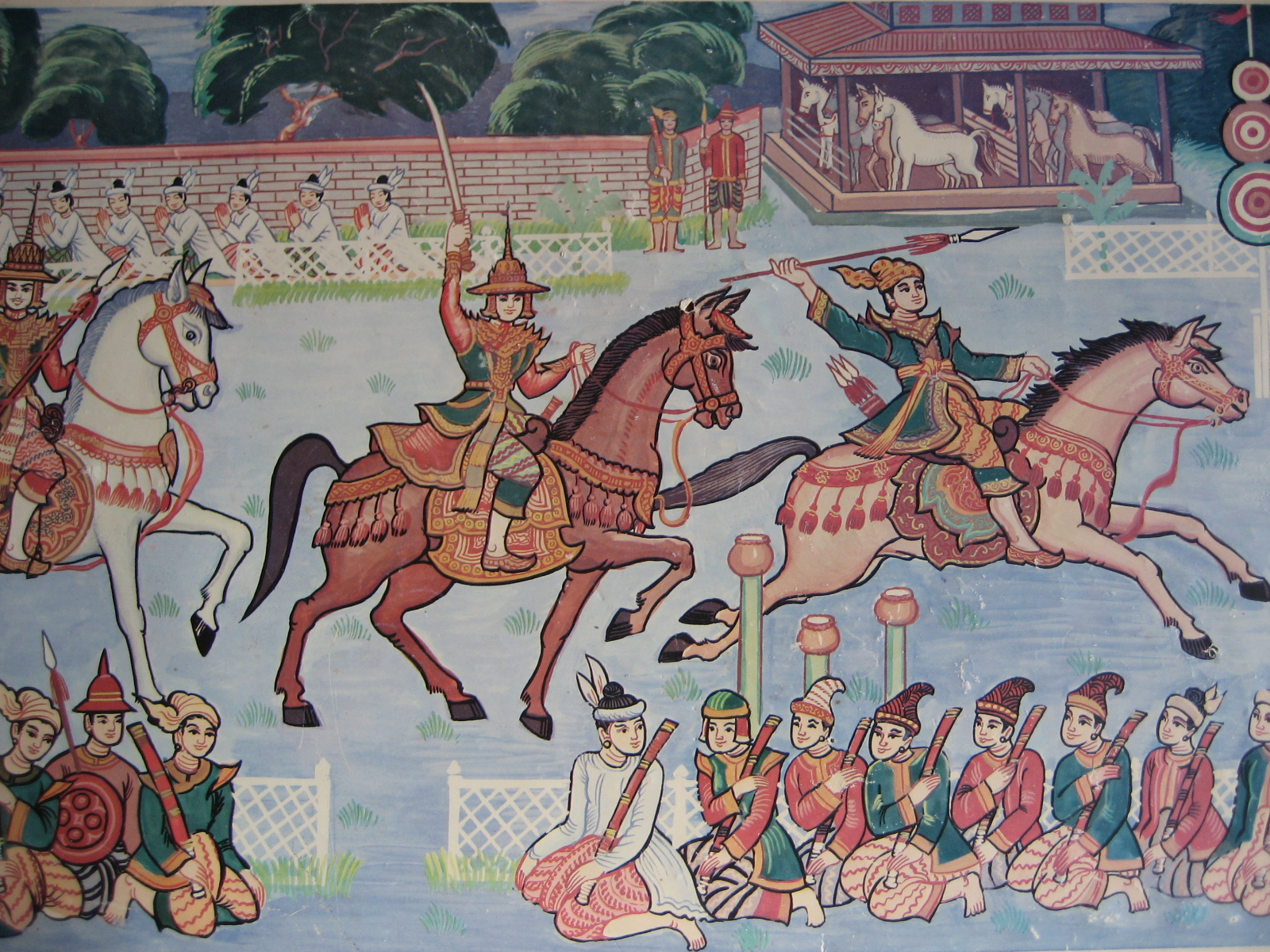
Кінний спорт
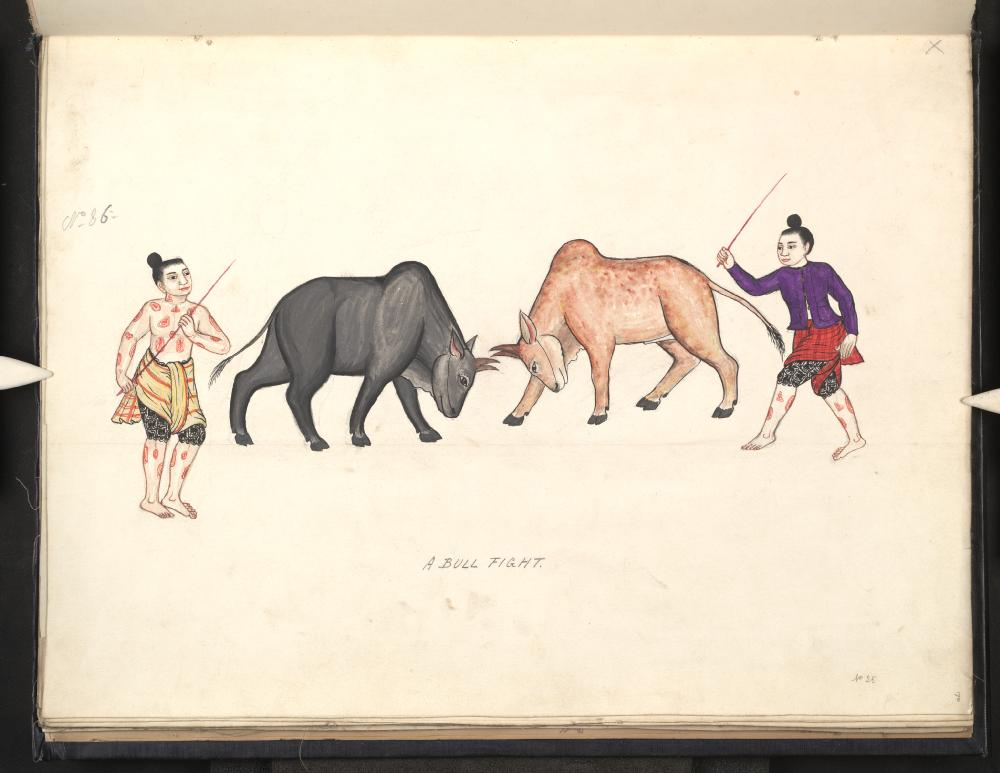
Битви биків. Акварель 19 століття
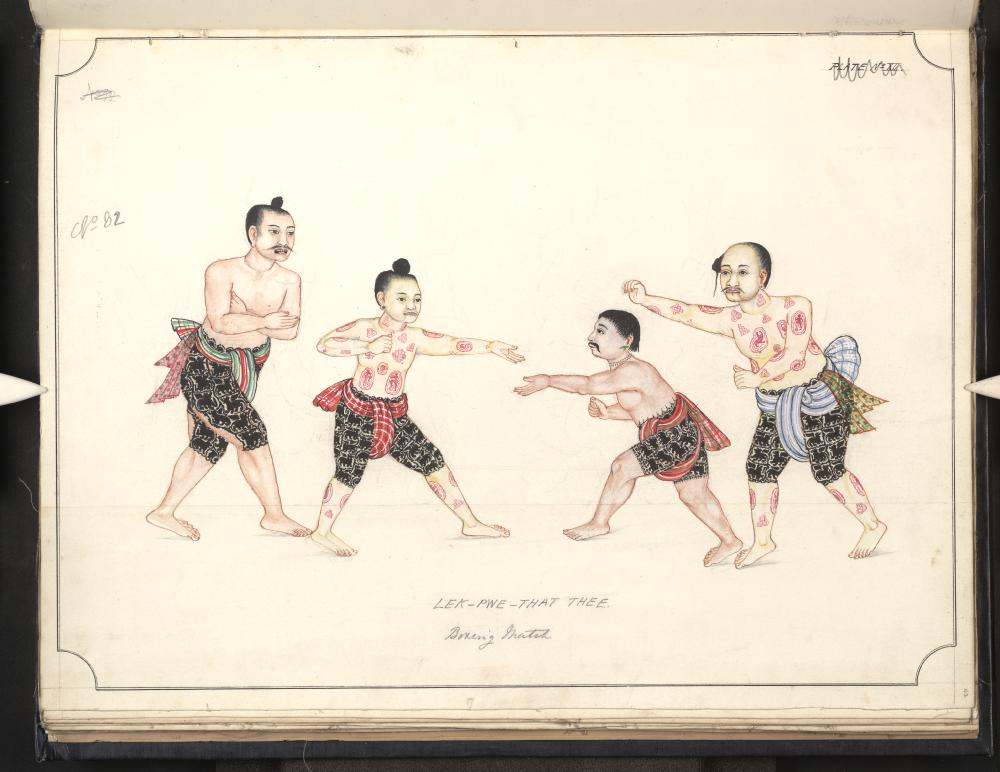
Боксерський матч. Акварель 19 століття